# Obex cerebral
El obex, obice, obex cerebral o cerrojo, a veces castellanizado como óbex ([TA]: obex) es un término latino que en esta lengua significa barrera, y constituye el punto del cerebro humano en el que el IV ventrículo se estrecha para formar el canal central de la médula espinal.
El obex  tiene la forma de una V y está situado caudalmente en la médula oblongada (sinonimia: bulbo raquídeo). 
La decusación de las fibras sensoriales tiene lugar a este nivel.
El óbex puede decirse que es el último orificio que encontramos en el cuarto ventrículo, por lo tanto su importancia está relegada a poder controlar y coordinarse con la cisterna magna; la que prácticamente está ligada al drenaje de los forámenes de Magendie y Luschka.

## Significación clínica
Las lesiones en este lugar pueden causar una hidrocefalia obstructiva. La más común de dichas lesiones es el subependinoma, un tumor benigno.
El hemangioblastoma se ha observado en esta localización.